# ディア ブラザー!
『ディア ブラザー!』 (Dear Brother!) は、円城寺マキによる日本の漫画作品。『プチコミック』（小学館）にて2012年10月号から2014年5月号まで連載された。単行本は全5巻。
主人公・桃が、家庭の事情で幼い頃に離れ離れになっていた兄弟3人と再び暮らし始める物語。

## あらすじ
15年前、事故で父が急死し、病弱な母ひとりで4人の子どもを育てるのは難しいと同情が集まり、また男子が欲しいという事情から、女の子の桃だけを残して兄弟3人は親戚筋や知人の家に養子に行った。
連絡を取り合うこともなかった4人だが、桃が結婚することになり15年ぶりに再会を果たす。だが、紹介された桃の婚約者に対して3人は失礼な質問を浴びせかけ、桃を怒らせてしまう。しかし、婚約者が借金返済のために桃が家を売るお金を当てにしていたことが分かり、結局破談になってしまい、なぜか3人との同居生活が始まる。

## 登場人物
小松 桃（こまつ もも）
本作の主人公。23歳。会社員。3年前に母が亡くなった時、兄弟の誰も葬式に来なかったことに失望していたが、再会し誤解が解ける。幼い頃は兄弟の中で蒼吾が一番好きだった。
本田 蒼吾（ほんだ そうご）
桃の次兄。弁護士。26歳。養父母を気遣って、母の葬儀に出なかった。
無口で無愛想で天の邪鬼。桃の会社の顧問弁護士をしている。「桃を幸せにする義務がある」と話す。
松田 銀（まつだ ぎん）
桃の長兄。小説家。28歳。仕事の都合で母の葬儀に出られなかった。
よく気のつく、温和で優しい性格。調理師免許所持。
鈴木 碧葉（すずき あおば）
桃の弟。末っ子。大学生。21歳。養父母から母の死を知らされていなかった。
明るく無邪気で、女装姿は桃よりも可愛い。

## 書誌情報
- 円城寺マキ 『ディア ブラザー!』 小学館〈プチコミックフラワーコミックスα〉 全5巻
  1. 2013年03月10日発売、ISBN 978-4-09-135115-9
  2. 2013年08月09日発売、ISBN 978-4-09-135501-0
  3. 2013年11月08日発売、ISBN 978-4-09-135692-5
  4. 2014年07月10日発売、ISBN 978-4-09-136254-4
  5. 2014年08月08日発売、ISBN 978-4-09-136258-2